# Eulinognathus tokmaki
Eulinognathus tokmaki är en insektsart som beskrevs av Chirov och Ozerova 1990. Eulinognathus tokmaki ingår i släktet Eulinognathus och familjen ledlöss. Inga underarter finns listade i Catalogue of Life.